# Michael Kearney
Michael Kevin Kearney (ur. 18 stycznia 1984 w Honolulu) – cudowne dziecko, zasłynął z ustanowienia kilku rekordów świata. Najmłodszy absolwent wyższej uczelni w wieku lat 10, wykładowca akademicki w wieku 17 lat, obdarzony ilorazem inteligencji przewyższającym 200.

## Dzieciństwo
Był kształcony przez rodziców, zwłaszcza przez matkę, Amerykankę półkrwi japońskiej. Wymówił pierwsze słowa w wieku 4 miesięcy, mając 8 miesięcy nauczył się czytać.
Ukończył w ciągu jednego roku San Marin High School w Novato w stanie Kalifornia, mając sześć lat. Jest umieszczony w Księdze Rekordów Guinnessa jako najmłodszy absolwent uniwersytetu po tym jak otrzymał licencjat z antropologii na Uniwersytecie Południowej Alabamy.

## Kariera uniwersytecka
Ukończył Middle Tennessee State University z tytułem magistra biochemii w wieku 14 lat. Praca dyplomowa traktowała o kinetyce glikozylotransferazy w reakcjach syntezy nukleotydów. W momencie ukończenia studiów był najmłodszym magistrem na świecie i posiadaczem kilku rekordów Guinnessa, lecz obecnie rekord wieku uzyskania stopnia magistra został pobity przez urodzonego w 1987 r. Hindusa Tulsiego.

## Udział w teleturniejach
W październiku 2006 r. został finalistą Gorączki Złota (Gold Rush), wygrywając 100 000 dolarów. Miesiąc później wygrał w Entertainment Tonight 1 000 000 dolarów. W 2008 r. Kearney uczestniczył w amerykańskiej wersji Milionerów, wycofując się z kwotą 25 tys. dolarów.